# Давидковецька сільська рада
Давидкове́цька сільська́ ра́да — адміністративно-територіальна одиниця та орган місцевого самоврядування у Хмельницькому районі Хмельницької області. Адміністративний центр — село Давидківці.

## Загальні відомості
- Територія ради: 44,21 км²
- Населення ради: 1 938 осіб (станом на 2001 рік)
- Територією ради протікає річка Південний Буг

## Населені пункти
Сільській раді були підпорядковані населені пункти:
- с. Давидківці

## Склад ради
Рада складалася з 16 депутатів та голови.
- Голова ради: Ланкевич Олександр Іванович
- Секретар ради: Гавришко Тетяна Андріїівна

### Керівний склад попередніх скликань
| Прізвище, ім'я, по батькові  | Основні відомості                                                 | Дата обрання | Дата звільнення |
| ---------------------------- | ----------------------------------------------------------------- | ------------ | --------------- |
| Білорусець Сергій Степанович | Сільський голова, 1963 року народження, безпартійний              | 26.03.2006   | 01.02.2010      |
| Ланкевич Олександр Іванович  | Сільський голова, 1960 року народження, освіта вища, позапартійна | 20.06.2010   | 31.10.2010      |
| Ланкевич Олександр Іванович  | Сільський голова, 1960 року народження, освіта вища, безпартійний | 31.10.2010   |                 |

Примітка: таблиця складена за даними сайту Верховної Ради України

### Депутати
За результатами місцевих виборів 2010 року депутатами ради стали:

#### За суб'єктами висування
| Суб'єкт висування | Кількість обраних депутатів | %   |
| ----------------- | --------------------------- | --- |
| Самовисування     | 16                          | 100 |

#### За округами
| № округу | Прізвище, ім'я, по батькові  | Дата визнання обраним | Освіта             | Партійна приналежність                | Відомості про обраного депутата                                    |
| -------- | ---------------------------- | --------------------- | ------------------ | ------------------------------------- | ------------------------------------------------------------------ |
| 1        | Бобель Валерій Олександрович | 19.09.2011            | вища               | член Української Народної Партії      | Давидковецька ЗОШ І-ІІІ ст., вчитель трудового навчання            |
| 2        | Кондратова Ірина Анатолівна  | 05.11.2010            | вища               | позапартійна                          | у декретній відпустці                                              |
| 3        | Бабич Тетяна Василівна       | 05.11.2010            | вища               | позапартійна                          | Давидковецький дошкільний навчальний заклад «Теремок», завідувачка |
| 4        | Бех Марія Григорівна         | 05.11.2010            | середня            | член Політичної партії «Наша Україна» | ДП «Міськводоканал», різноробоча                                   |
| 5        | Смірнов Геннадій Георгійович | 05.11.2010            | вища               | позапартійний                         | пенсіонер                                                          |
| 6        | Войтович Віктор Анатолійович | 05.11.2010            | середня спеціальна | позапартійний                         | Червонозірківське лісництво, майстер лісу                          |
| 7        | Мандра Михайло Іванович      | 05.11.2010            | середня спеціальна | позапартійний                         | Завод «Укрелектроапарат», різноробочий                             |
| 8        | Гнідий Іван Петрович         | 05.11.2010            | середня            | позапартійний                         | тимчасово не працює                                                |
| 9        | Біленька Лідія Іванівна      | 05.11.2010            | вища               | позапартійна                          | пенсіонер                                                          |
| 10       | Бідна Валентина Василівна    | 05.11.2010            | середня            | позапартійна                          | Давидковецький дошкільний навчальний заклад «Теремок», вихователь  |
| 11       | Стельмах Петро Іванович      | 05.11.2010            | середня            | позапартійний                         | Давидковецька загальноосвітня школа І-ІІІ ст., оператор котельні   |
| 12       | Вязлова Алла Миколаївна      | 05.11.2010            | вища               | позапартійна                          | ТОВ «Автопросто», спеціаліст з продажу                             |
| 13       | Романюк Віталій Іванович     | 05.11.2010            | середня спеціальна | позапартійний                         | Хмельницьке лісництво, майстер лісу                                |
| 14       | Білоус Володимир Федорович   | 05.11.2010            | вища               | позапартійний                         | Давидковецька загальноосвітня школа І-ІІІ ст., вчитель             |
| 15       | Сівачук Галина Степанівна    | 05.11.2010            | вища               | позапартійна                          | пенсіонер                                                          |
| 16       | Левчук Олександр Васильович  | 05.11.2010            | вища               | позапартійний                         | Південно-Західна залізниця, начальник поїзду                       |